# Reconstruccionismo pagano
Se denomina reconstruccionismo al neopaganismo distinto de la wicca, la magia del caos, el thelema, el movimiento de la diosa, la stregheria, u otras prácticas sincréticas similares como el cocranismo o la tradición feri. De carácter étnico y con base en el katenoteísmo y el culto a los ancestros, el reconstruccionismo aspira a una recuperación de religiones antiguas de la humanidad, particularmente las de Europa, Oriente Medio y África del Norte.
Destacan principalmente Ásatrú (reconstruccionismo nórdico o germánico), el politeísmo helénico, la religión romana, el druidismo (celta), las religiones precristianas de los países bálticos como la romuva (Lituania) o dievturība (Letonia), el tengrianismo (monoteísmo uralo-altaico) y distintas formas de neochamanismo, así como, en menor medida, los cultos a Mitra (dios romano) y a deidades egipcias de la época faraónica.
Los seguidores de cada uno de los distintos reconstruccionismos suelen reunirse (por lo general de manera separada) en grandes festivales anuales donde se visten de acuerdo a la época histórica que intentan revivir y realizan distintos rituales inspirados en aquellas tradiciones, aunque suelen evitar los aspectos más crueles y sangrientos de las mismas, como los sacrificios. Desde 1998 existe un Congreso Mundial de Religiones Étnicas, cuya sede central se encuentra en Lituania.

### Báltico
El cristianismo no se extendió en los países bálticos hasta finales de la Edad Media. Ello ha permitido la pervivencia de muchas tradiciones populares de raíz pagana. En el siglo XX se inició un movimiento de recuperación de los antiguos dioses. En Lituania el movimiento recibe el nombre de Romuva (de una palabra del prusiano antiguo que quiere decir ‘templo’), mientras que en Letonia se denomina Dievturība.

### Eslavo
El neopaganismo eslavo o esteuropeo, se refiere a prácticas paganas y neopaganas propias del pueblo ruso y otros pueblos eslavos que han tomado popularidad en Europa Oriental.
Los primeros neopaganos rusos fueron intelectuales disidentes del período soviético. Entre ello aparecen los autores del periódico nacional patriótico Vetche, Anatole Ivanov (con el seudónimo de Maliouta Skouratov gran pintor del neopaganismo), Constantino Vassiliev y Alexis Dobrovolskiy, conocido con el nombre de Dobroslav quien será una figura de suma importancia para el movimiento neopagano ruso, de tendencias nacionalistas. En los años '80 se les aproximan los académicos Valery Emelianov y Víctor Bezvekhiy.
En la actualidad, los neopaganos están divididos en dos organizaciones principales, la Unión de las Comunidades de la Fe Patriarcal Eslava y el Círculo de la Tradición Pagana. La Unión de la Fe Patriarcal Eslava se conformó en su origen con cinco comunidades que se habían reunido para un congreso en 1997 a orillas del río Kaloujka, es de tintes nacionalistas y racistas, sus miembros deben ser étnicamente eslavos y el liderazgo es muy centralizado.
El Círculo de la Tradición Pagana nace en el año 2002. Tiene una estructura no centralizada donde cada grupo miembro tiene independencia de elección de liderazgo, rituales, panteón, etc. El ecologismo está muy fuertemente arraigado, y es muy crítica de la Iglesia Ortodoxa Rusa a la que considera que busca teocratizar Rusia. Cuenta con varios miles de miembros, principalmente jóvenes.

### Céltico
Inspirado en las tradiciones celtas de Irlanda, Inglaterra, Escocia, Gales, Galicia, España, Bretaña y Francia, además de otros territorios de influencia céltica, tanto pasada como presente, y principalmente, antes de la llegada del cristianismo. Confluye a menudo con el neodruidismo (una nueva versión de la religión de los druidas).
Este tipo de neopaganismo promueve el valor de la naturaleza, el pacifismo, la libertad y la lucha contra la iglesia católica.
Esta religión está muy asociada con la figura de la bruja o meiga (en gallego), dado que uno de sus principales dioses (Cernunnos) fue considerado el Satanás del catolicismo. Esta determinación por parte de la iglesia fue dada porque Cernunnos, el dios de los animales celta, era ilustrado como un ser similar a un sátiro:

### Vasco(jentiltasuna)
Inspirado en las tradiciones precristianas de los territorios vascos del norte de la península ibérica y la tierra transpirenaica al sur de Francia. Varios autores, poetas y escritores entre otros, trataron este tema desde los años treinta a cincuenta. Hace diez años existió una asociación (Sorginkoba) dedicada al estudio y práctica contemporánea del neopaganismo vasco. El neopaganismo vasco se centra en el culto a los dioses autóctonos del territorio desde una óptica reconstruccionista, aunque adaptada a la modernidad.

### Kemetismo egipcio
La religión kemética ortodoxa es la práctica moderna de las tradiciones religiosas del Antiguo Egipto (conocido por su pueblo como Kemet). Esta práctica en particular fue fundada por Tamara L. Siuda (Nisut Hekatawy I) a finales de los años ochenta (del siglo XX).
A través de los fundamentos del pensamiento antiguo y de la estructura espiritual, los devotos del kemetismo ortodoxo siguen los pasos de sus ancestros de más de cuatro mil años atrás. Es una religión de tradición africana y tiene similitudes con varias otras religiones africanas y de diáspora africana (así como las religiones del Oeste africano, por ejemplo: yoruba, akan, y dahomeyan y las prácticas afro-caribeñas del vudú, candomblé, y santería) así como algunas prácticas del nordeste de África y del antiguo Oriente.
La fe kemética ortodoxa, tanto en su práctica moderna como en el pasado, es una religión monolatrista. El monolatrismo es un concepto diferente del monoteísmo, donde se cree que Dios se manifiesta única y exclusivamente de una forma, diferente también del politeísmo, donde muchos dioses aparecen en muchas formas diferentes y distinguidas. Monolatrismo es una forma especial de politeísmo, teniendo una estructura de muchos dioses sin embargo permitiendo la comprensión de todos siendo parte de una fuente divina.
Una religión monolatrista tiene una fuerza divina —llamada Netjer (‘poder divino’) en idioma kemético— que por su parte es compuesta por otras partes separadas aunque íntimamente interligadas, como un equipo que puede ser definido como una entidad (la suma de sus partes) y por sus miembros individualmente.
La Casa de Netjer —hoy día el principal templo de la fe kemética ortodoxa - tiene miembros en más de la mitad de los estados de los Estados Unidos y en más de 15 países del mundo.

### Helénico y romano
Aunque la mitología de los antiguos griegos y romanos coincide ampliamente, las creencias populares eran lo bastante distintas para distinguir fácilmente entre ambas culturas.
Existe un renacer del politeísmo helénico en varios países. Sus adherentes en los Estados Unidos a menudo llaman a su religión «helenismo».
La antigua religión de los romanos ha revivido en los grupos de Religio Romana, Associazione Tradizionale Pietas y Nova Roma.

### Tradición nórdica, asatrú
La asatrú (ása-trú: ‘lealtad a los dioses’) es la recreación moderna de la antigua religión precristiana del Centro y Norte de Europa. Esta religión también es conocida como Norsk Sed (tradición nórdica), Forn Sed (antigua tradición), Vanatrú (el culto a los dioses Vanir), Vor Sidr (nuestra tradición), Teodismo (fe anglosajona) y Odinismo.
Asatrú es un movimiento espiritual originado en Islandia el 16 de mayo de 1973 por el poeta Sveinbjörn Beinteinsson.
Él fundó el grupo Asatrúarmenn (‘hombres que confían en los dioses’), actualmente Ásatrúarfélagið (asociación de los que confían en los dioses).
Esta corriente espiritual busca de recuperar las tradiciones y religión de pueblos nórdicos.
Esta religión reconoce a muchos dioses y diosas divididos en dos categorías, los Æsir y los Vanir.
- Thor, el dios del trueno, es el poseedor del martillo Mjolnir, forjado por los enanos Sindri y Brokkr.
- Odín, el padre de todos los dioses Æsir, es el dios que le otorgó al hombre su naturaleza divina. Es el dios tuerto, que entregó su ojo al gigante Mímir a cambio de sabiduría, aprendió los misterios de la magia y las runas tras permanecer ahorcado durante nueve días con sus noches, finalmente, robó el hidromiel de Suttung y una parte se dice que ha sido bebida los hombres que saben componer.
- Njörðr es el padre de los Vanir y dios del mar.
- Freyr es el dios de la fertilidad por lo que se le suele representar en plena erección, también es el dios del sol naciente y la lluvia.
- Freyja es la diosa del amor y la belleza, la guerra y la fertilidad, como su hermano Freyr.
- Frigg es la diosa esposa de Odín y comparte su liderazgo.
- Otros dioses y diosas adorados en asatru incluyen a:
  - Ægir
  - Baldr
  - Bragi
  - Eir
  - Forseti
  - Heimdallr
  - Hel
  - Iðunn
  - Nanna
  - Sif
  - Skaði
  - Sunna
  - Tyr
  - Vali

Una práctica común en Asatru es el blot. Históricamente, el blot era una fiesta comunal, celebrada en honor a los dioses y diosas. Las familias y grupos de persona afines se reunían para participar el ritual comunal. Animales eran sacrificados ritualmente, y una parte de ese sacrificio era separada para ser consumida por toda la comunidad.
Los blots modernos son celebrados en diferentes oportunidades durante el año. Depende de cada individuo o agrupación, la cantidad de blots al año varía. Usualmente se realizan con los ciclos de las estaciones, cuatro veces al año, siendo las ocasiones más importantes los solsticios de invierno y verano. Los blots modernos usualmente incluyen banquetes y el acto de compartir ritualmente una bebida. Los participantes del ritual tienen la oportunidad de honrar a los dioses y diosas, ancestros y a los compañeros de ritual.

### Aborígenes Canarios
La Iglesia del Pueblo Guanche es la recreación moderna de la antigua religión precristiana de los aborígenes canarios de las Islas Canarias. Se trata de una organización fundada en 2001.